# Schlacht auf dem Wülferichskamp
Die Schlacht auf dem Wülferichskamp fand am 9. Oktober 1254 in Brechten, einem heutigen Stadtteil von Dortmund, statt. Andere Schreibweisen sind Wulferkeskamp und Wulveskamp. Das Schlachtfeld befand sich östlich der Straße von Dortmund nach Lünen.

## Vorgeschichte
Der Hintergrund waren Streitigkeiten um Befestigungsrechte zwischen dem Fürstbischof von Paderborn Simon von Lippe und dem Kölner Erzbischof Konrad von Hochstaden. Simon expandierte sein Territorium und ließ Salzkotten entgegen den Interessen Kurkölns befestigen.

## Verlauf
Auf der Seite des Kölner Erzbischofs kämpften unter anderem Graf Engelbert I. von der Mark und andere westfälische Adelige mit. An deren Spitze stand Gottfried III. von Arnsberg. Simon wurde von seinem Bruder, dem Münsteraner Bischof Otto II., mit Truppen unterstützt, doch er unterlag in der Schlacht und geriet in Gefangenschaft.

## Folgen
Die Gefangenschaft Bischof Simons wurde gegenüber Papst Alexander IV. mit seinen angeblichen Übergriffen gerechtfertigt. Simon selbst musste versichern, Konrad habe ihm geradezu das Leben gerettet. Der Papst bestand jedoch auf der Wiederherstellung des Status quo ante. Nachdem er – nach zwei Jahren Gefangenschaft – den Anspruch des Kölner Erzbischofs (als Herzog von Westfalen) auf das Befestigungsrecht förmlich anerkannt hatte, Simon wurde 1256 wieder freigelassen.

## Legende
Die Kirche von Brechten, errichtet um 1250, soll einer Legende zufolge von der Königin von Schottland zum Andenken an ihren Gemahl gestiftet worden sein, der in der Schlacht gefallen sei.
Der Wahrheitsgehalt dieser Legende ist jedoch fragwürdig. Zumindest in Bezug auf das schottische Königshaus kann festgestellt werden, dass es sich hier nicht um einen König bzw. bei der Stifterin um eine Königin von Schottland handelt. Zur fraglichen Zeit, im Jahr 1254, regierte Alexander III. als König von Schottland; er starb am 19. März 1286 bei Kinghorn infolge eines Reitunfalls. Da seine Kinder bereits verstorben waren und auch die vorgesehene Erbin Margarete auf See verstarb, führte sein Tod zu schweren Thronstreitigkeiten und den Schottischen Unabhängigkeitskriegen.
Sein Vater und Vorgänger auf dem Thron,  Alexander II., kommt ebenfalls nicht in Frage; er war schon am 8. Juli 1249 bei Kerrera, Innere Hebriden, gestorben. Ob trotzdem ein bedeutender schottischer Adliger seinen Tod in dieser Schlacht fand und es so zu der Legende kam, lässt sich nicht klären.